# Wehrlos (1991)
Wehrlos (Originaltitel: Defenseless) ist ein US-amerikanischer Thriller aus dem Jahr 1991. Regie führte Martin Campbell.

## Handlung
Thelma „T. K.“ Katwuller ist Anwältin und vertritt Steven Seldes, einen Filmregisseur, der Filme mit kinderpornografischem Inhalt gedreht hat. Bei einem Besuch bei ihm zuhause erfährt Thelma, dass er mit Ellie, einer ehemaligen Kollegin aus ihrem College, verheiratet ist. Als Steven ermordet wird gerät zunächst Ellie unter Verdacht. Thelma verteidigt sie vor Gericht, so dass sie freigesprochen wird. Da eine Tatwaffe in ihrem Wagen gefunden wird, kommt Thelma in Untersuchungshaft und als sie im Gefängnis Besuch von Ellie bekommt, verhält sie sich Thelma gegenüber zynisch.
Nach ihrer vorzeitigen Freilassung erscheint Thelma überraschend in der Küche von Ellie und unternimmt den Versuch einer Aussprache. Ellie beginnt, sich selbst mit einem Messer zu verletzen, wird aber von Thelma und Inspector Beutel überwältigt.

## Produktion
David Bombyk, Präsident von Geffen Films, hatte das Filmprojekt jahrelang vorangetrieben. Letztlich wurde Wehrlos eine Produktion von New Visions Pictures und Bombyk starb vor Drehbeginn. Gedreht wurde der Film ab Frühjahr 1989 in Los Angeles und Umgebung.

## Kritik
„Während die ins Hysterische überzeichnete Hauptfigur das Vorurteil vom schwachen Geschlecht auffrischt, werden die ernsten Themen Kinderpornografie und Kindesmißbrauch von einer Inszenierung zurückgedrängt, die eher auf Schockeffekte und suggestive Kameraarbeit setzt.“